# Jean Bon
Pour les articles homonymes, voir Bon.
Jean Bon est un homme politique français, né le 18 octobre 1872 à Paris et mort le 26 décembre 1944 à Bayonne (alors dans les Basses-Pyrénées).

## Biographie
Jean Bon est né le 18 octobre 1872 à Paris.
Commis à la caisse municipale de la préfecture de la Seine, Jean Bon est aussi militant socialiste. Parvenant au poste d'expéditionnaire de classe exceptionnelle au début de 1914, il décide de se consacrer entièrement à la politique.
Il est député de la 5e circonscription de l'arrondissement de Saint-Denis, dans le département de la Seine, du 10 mai 1914 au 7 décembre 1919. Il est alors inscrit au groupe SFIO. Il ne se représente pas en 1919 et quitte la SFIO pour le Parti socialiste, dont il devient membre du comité central.
Il reprend également ses fonctions à la préfecture de la Seine où il prend sa retraite en 1927 comme commis principal hors classe. Il est membre du Conseil de l'Ordre du Grand Orient de France.
Il est évoqué par les chansonniers de Montmartre en raison de sa large cravate et son esprit caustique.
Il prend sa retraite à Bayonne, où il meurt le 26 décembre 1944.

## Sources
- « Jean Bon », dans le Dictionnaire des parlementaires français (1889-1940), sous la direction de Jean Jolly, PUF, 1960 [détail de l’édition]